# مكة-كولا

شعار مكة كولا

 مكة-كولا هو مشروب غازي بطعم الكولا وهو المنتج الرئيسي لشركة مكة كولا العالمية. وتم تسويق مكة كولا كبديل للمنتجات الأمريكية مثل كوكاكولا وبيبسي.

## تأسيس الشركة
أسس شركة مكة كولا رجل الأعمال الفرنسي التونسي توفيق المثلوثي وأطلق المنتج في نوفمبر 2002 كوسيلة لدعم الشعب الفلسطيني عن طريق تلبية الطلب لبديل للمنتجات الأمريكية في الدول الأوروبية، وجاءت فكرة تأسيس الشركة بإيحاء من منتج إيراني مماثل وهو زمزم كولا والذي كان في ذلك الوقت شائعا في السعودية والبحرين وفي الواقع فإن قرار تأسيس الشركة جاء بعد فشل توفيق مثلوثي في التوصل إلى تفاهم مع شركة زمزم كولا على شروط توزيع المنتج فقرر إطلاق شركة جديدة باسم مكة كولا. وفي ما بعد فإن شركة مكة كولا كانت الإيحاء لإطلاق ماركة قبلة كولا في بريطانيا.

## الأسواق والمنتجات
مع أن الشركة تم تأسيسها في فرنسا فإن المقر الحالي للشركة هو في دبي في الإمارات العربية المتحدة، وتباع مكة كولا حاليا بشكل رئيسي في الشرق الأوسط بالإضافة إلى بعض مناطق أوروبا وآسيا وأفريقيا، وبالإضافة إلى المشروب الغازي الأساسي فإن الشركة تنتج أيضا عدة مشروبات بنكهات مختلفة كالتفاح والبرتقال وغيرها.

## الأعمال الخيرية
لقد تعهدت شركة مكة كولا ضمن فلسفتها بالتبرع ب 10% من أرباحها لأطفال فلسطين بتمويل المشروعات الإنسانية (كالمدارس) في الأراضي الفلسطينية، و 10% أخرى للمنظمات الخيرية التي يباع فيها المنتج.

## وصلات خارجية
- الموقع الرئيسي لشركة مكة كولا نسخة محفوظة 17 أبريل 2019 على موقع واي باك مشين.